# Križ na Srđu
Križ na Srđu dao je 1935. godine podići biskup dubrovački Josip Marija Carević kao spomen na 1900 godina od Kristovog raspeća.
Dubrovački biskup Josip Marija Carević želio je trajno obilježiti 1900. jubilej Kristove smrti i njegove muke za spas čovječanstva, pa je 1933. pokrenuo akciju postavljanja spomen-križa na Srđu u spomen na tu obljetnicu. Kanonik don Niko Gjivanović bio je ispred Popovskog zbora, koji je zajedno s građevinskim tehničarom Ugom Vernazzom i uredom građevinskog inženjera Silvija Sponze (teh. direktorom hvarskog kamenoloma IMARa) izradili su oblikovno rješenje za taj kameni spomen-križ. U pothvat se uključio konzervator Kosta Strajnić koji je tražio mišljenje uglednog slovenskog arhitekta Josipa Plečnika, a nacrte je napravio po njegovom naputku arhitekt Vinko Glanz iz Kotora. Popovski zbor je prihvatio, što se vidi po Gjivanovićevom potpisu.
Postavljen je i blagoslovljen 10. lipnja 1935. godine, a u Domovinskom ratu srušili su ga srpsko-crnogorski agresori 6. prosinca 1991. godine. Nakon nekoliko dana branitelji Srđa su od nekoliko dasaka napravili drveni križ, kao znak da su još uvijek na Srđu. Zahvaljujući dubrovačkom biskupu Želimiru Puljiću križ je obnovljen 12. listopada 1997. godine. Obnovljeni križ blagoslovio je hrvatski kardinal Franjo Kuharić. Ostatke srušenog križa blagoslovio je 2003. godine na misi u Gružu papa Ivan Pavao II. nakon čega su ugrađeni u nove crkve i oltare u dubrovačkoj biskupiji.
Svake se godine pred Uskrs i Dan dubrovačkih branitelja održava Križni put na Srđ.